# Paracyathus andersoni
Espèce
Statut CITES
Paracyathus andersoni est une espèce de coraux appartenant à la famille des Caryophylliidae.